# Facultad de Derecho (Universidad del País Vasco)
La Facultad de Derecho de la Universidad del País Vasco (EHUko Zuzenbide Fakultatea en euskera) es la Facultad de la Universidad del País Vasco encargada de realizar la docencia e investigación del Derecho y se cursan, actualmente, los estudios de Derecho. Su festividad patronal es el 23 de enero, San Raimundo de Peñafort, jurista y clérigo, santo patrón de los juristas, del Derecho canónico, de los abogados y de los Colegios de Abogados. 
Se ubica en la Plaza Manuel de Lardizabal en el Campus de Guipúzcoa de la Universidad del País Vasco y tiene una división en Sarriena (Lejona) en el Campus de Vizcaya (Universidad del País Vasco). La Facultad de Derecho de la Universidad del País Vasco ha sido el alma mater de un lehendakari, un ministro del Gobierno de España y varios Consejeros del Gobierno vasco, así como varios diputados, senadores, parlamentarios y demás políticos.
La Facultad de Derecho de la Universidad del País Vasco, junto a la Facultad de Derecho de Deusto, son las únicas facultades que ofrecen estudios de Derecho en el País Vasco.

## Historia

### Orígenes
La enseñanza universitaria de Derecho en el actual País Vasco tiene su antecedente más lejano en la antigua Universidad de Oñate. Dicha universidad fue fundada por el obispo y humanista oñatiarra Rodrigo Sáez de Mercado de Zuazola en 1540 bajo el nombre de Universidad del Sancti Spiritus y mediante un bula del Papa Pablo III.
La universidad impartía estudios universitarios en Derecho y Leyes, y también en Teología y Leyes, sobre todo en ius commune y Corpus iuris civilis, que estaba en expansión por toda Europa por entonces. La universidad fue estrictamente católica hasta que en 1869, tras la Revolución de 1868, albergó la Universidad libre, y después pasó a manos de los carlistas, quienes fundaron la Real y Pontificia Universidad Vasco-Navarra. A finales de siglo se convirtió en la Universidad libre católica, pero la institución cerró sus puertas en 1901.

### sigloXX
En el siglo XX el Decreto Ley 5/1968, de 6 de junio, sobre medidas urgentes de reestructuración universitaria, intentando responder a las dificultades planteadas por las demandas educativas de las crecientes poblaciones urbanas, creó varias estructuras universitarias.
Así el artículo primero del Decreto Ley 5/1968 creó una Facultad Universitaria en San Sebastián. Después en el Decreto del 27 de julio de 1968 se concretaría en la Facultad de Derecho, adscrita al Distrito de Valladolid, pese a que existieran otras opciones preferentes, manifestadas por los representantes de Guipúzcoa.
Así la Facultad de Derecho de la UPV/EHU fue fundada en 1969 en San Sebastián, Guipúzcoa, cuando comenzaron a autorizarse la creación de centros universitarios en el País Vasco, después de largas décadas de prohibición. El 17 de septiembre de 1971 se realizó la inauguración oficial.

Diez años después, en 1979, se agruparon bajo la denominación de “Universidad del País Vasco”. Finalmente, el 25 de febrero de 1980 la Universidad de Bilbao se convierte en la Universidad del País Vasco/Euskal Herriko Unibertsitatea, conformando el sistema universitario público de la comunidad autónoma del País Vasco.

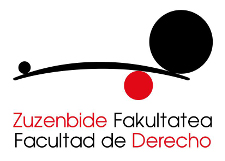
Logo de la Facultad de Derecho

### Facultad de Derecho (Vizcaya)
En octubre de 1997, la Facultad de Derecho amplió su presencia física al Territorio Histórico de Vizcaya (Campus de Vizcaya), creándose así la Facultad de Derecho en Vizcaya, constituyéndose así la Facultad de Derecho en dos “Secciones”: la Facultad de Derecho en Guipúzcoa y en Vizcaya.
Desde la remodelación de la Facultad de Ciencias Sociales y de la Comunicación, la Facultad de Derecho ocupa el Aulario, el edificio que antiguamente se usaba para las clases teóricas de la Facultad de Ciencias Sociales y Comunicación de la Universidad del País Vasco.
La división de Vizcaya de la Facultad de Derecho se ubica en la actualidad en la ciudad universitaria de Lejona. En ella se imparte el Grado en Derecho y el máster de Abogacía.
La Facultad de Derecho de la UPV/EHU ofrece el Grado de Derecho íntegramente en euskera, y, también en español, además de varias asignaturas en inglés. La nota de corte del Grado de Derecho de la Facultad de Derecho de Guipúzcoa es de 7,258, mientras que en la Facultad de Derecho de Vizcaya es de 10,091.

## Estructura
En la actualidad la Facultad de Derecho de la Universidad del País Vasco cuenta con dos edificios que albergan ambas secciones de la facultad, la de Guipúzcoa y la de Vizcaya. Ambos edificios cuentan con espacios de auditorio, salón y sala, donde se suelen celebrar simposios, presentaciones, fórums y otro tipo de eventos académicos.En la Facultad de Derecho de Guipúzcoa (campus de Guipúzcoa):
- Salón David Kato Aretoa (en honor a David Kato)[4]
- Sala Clara Campoamor Aretoa (en honor a Clara Campoamor)[5][6][7]

En la Facultad de Derecho de Vizcaya (campus de Vizcaya):
- Sala Justo Gárate Aretoa (en honor a Justo Gárate)[8]

## Organización interna

### Comisiones
- Comisión de Igualdad
- Comisión de Euskara
- Comisión de Ordenación Académica y Convalidaciones
- Comisión de Calidad
- Comisión Reclamaciones del centro

### Departamentos
Entre los Departamentos de la Facultad de Derecho están:
- Departamento de Derecho Administrativo, Constitucional y Filosofía del Derecho
- Departamento de Derecho Civil
- Departamento de Derecho Constitucional e Historia del Pensamiento y de los Movimientos Sociales y Políticos
- Departamento de Derecho Eclesiástico del Estado y Derecho Romano
- Departamento de Derecho Internacional Público, Relaciones Internacionales e Historia del Derecho
- Departamento de Derecho Público
- Departamento de Derecho de la Empresa
- Departamento de Economía Aplicada I
- Departamento de Lengua Vasca y Comunicación

## Decanato

### Facultad de Derecho de Donosti, adscrita al distrito de Valladolid (1968-1980)
- (1968-1980)

### Facultad de Derecho de la Universidad del País Vasco (1980-)
- (1980-1982)
- José Manuel Castells (1982-1983)
- Gurutz Jauregi (1983-1987)
- José Manuel Castells (1987-1993)
- (1993-2006)
- Francisco Javier Quel López (2006-2012)
- Demetrio Loperena Rota (2012-2013)[10]
- Juana Goizueta Vértiz (2013-2022)[11]
- Alberto Emparanza Sobejano (2022-)[12]

## Euskera e Igualdad

### Euskera
La Facultad de Derecho de la UPV ha trabajado mucho por la euskaldunización del Derecho. Entre muchos otros proyectos se encuentra el proyecto LEGEAK-LEYES, que traduce al euskera muchos documentos jurídicos para poder trabajar en euskera. También hay un Servicio de Euskera Jurídico y una revista de la facultad (Zuzenbidea Ikasten) que busca impulsar el euskera en el ámbito del Derecho.

### Igualdad
La Facultad también trabaja por la igualdad y el punto de vista de género. Existe una Comisión de Igualdad de la Facultad de Derecho que se encarga de actividades e iniciativas, por ejemplo las dos grandes aulas de la sección de Guipúzcoa y de la sección de Vizcaya  de la Facultad de Derecho de la Universidad del País Vasco se llaman Aurora Arnaiz Amigo y Clara Campoamor.

## Clínica Jurídica
La Clínica Jurídica por la Justicia Social (CJJS) de la Facultad de Derecho de la UPV se entiende, no sólo como una transformación en el sistema pedagógico del Derecho (combinación de teoría y práctica), sino como un laboratorio de reflexión e identificación de estrategias jurídicas antidiscriminatorias mediante las cuales el alumnado sea consciente de su importante papel en la consecución de una sociedad más justa.
A través de la Clínica se crea conciencia social o conciencia crítica, pero, además, en su actividad teórico-práctica generarían conocimiento destinado a solventar las situaciones de las personas más desfavorecidas socialmente.
Un modelo de Clínica como el que se piensa para la Facultad de Derecho es impensable sin personas comprometidas con los problemas de la gente más vulnerable, que es donde pensamos está la clave de la función social de la Universidad. La actual Directora de la CJJS es Maggy Barrère Unzueta, catedrática y profesora de Filosofía del Derecho.

## Facultad de Derecho (Vizcaya)

### Estructura

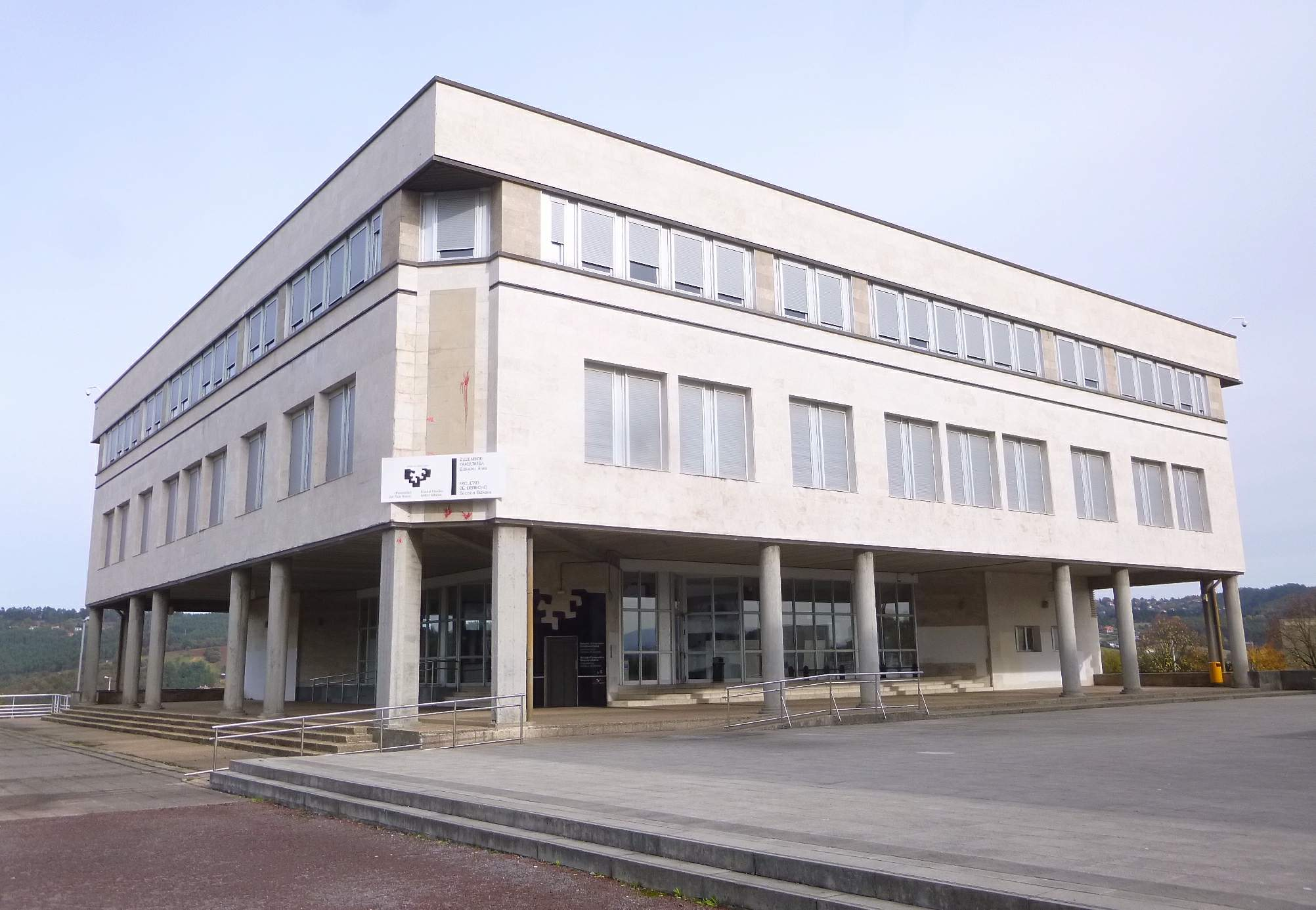
Facultad de Derecho de Vizcaya (Bizkaiko Zuzenbide Fakultatea)

La Facultad de Derecho en Vizcaya (Bizkaiko Ataleko Zuzenbide Fakultatea) tiene dos grupos por cada promoción, grupo de euskera (30-40 alumnas/os) y grupo de castellano (90-120 alumnas/os), siendo las promociones en total de 120-160 alumas/os. La Facultad ha tenido 12 promociones de Licenciatura y en 2010 se matricularon los primeros alumnos de Grado (Plan Bolonia), siendo la promoción 2013-2014 la 1.ª Promoción de Grado y la promoción 2016-2017 la 4.ª Promoción de Grado.
La Facultad de Derecho (Vizcaya) ofrece el Grado de Derecho íntegramente en euskera, y, también en castellano, además de varias asignaturas en inglés. La nota de corte del Grado de Derecho de la Facultad de Derecho en Vizcaya es mucho mayor que en Guipúzcoa, es de 10,2, mientras que en la Facultad de Derecho (Guipúzcoa) es de 8,4. Por eso el alumnado con mejor expediente entran en Vizcaya y los que tienen una nota más baja en Guipúzcoa.
|               | F. Der. Vizcaya | F. Der. Guipúzcoa |
| ------------- | --------------- | ----------------- |
| Curso 2016/17 | 9,232           | 7,258             |
| Curso 2017/18 | 10,091          | 8,145             |
| Curso 2018/19 | 10,344          | 8,270             |
| Curso 2019/20 | 10,245          | 8,471             |
| Curso 2020/21 | 10,706          | 9,997             |

### Nuevo Proyecto
A comienzos del año 2000 se hizo un acuerdo entre el Ayuntamiento de Bilbao y la UPV/EHU para la expansión del Campus Universitario de Vizcaya, dentro del Plan de Desarrollo de los Campus de la UPV/EHU 2005/2010.

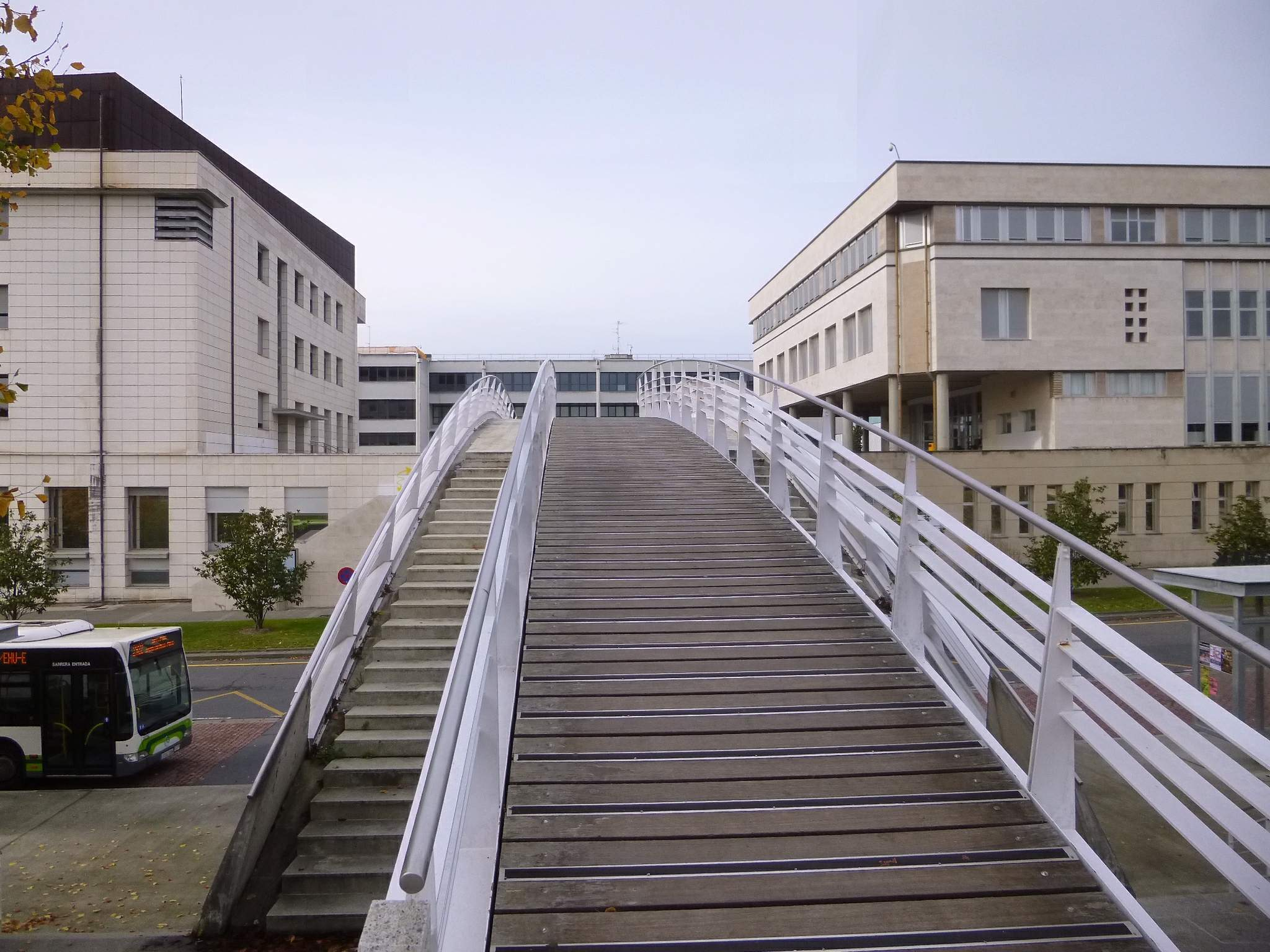
Facultad de Derecho de Vizcaya (Bizkaiko Zuzenbide Fakultatea)

Según el acuerdo en el terreno anexo a la Facultad de Sarriko el nuevo edificio de Ciencias Económicas y Jurídicas. El nuevo edificio se edificaría en una superficie de 8.335,72 m², ubicado en el Camino de Etxezuri, junto a los terrenos de la Facultad de Sarriko. El edificio estaría destinado a la docencia, la investigación y la gestión universitaria, principalmente en el Área de las Ciencias Económicas y Jurídicas.
Este nuevo edificio que englobaría el Polo Económico-Jurídico de la UPV/EHU estaba previsto el traslado desde el campus de Leioa de la Facultad de Derecho de Vizcaya, de Relaciones Laborales y de la Escuela de Empresariales de Elcano.
Para ello el Ayuntamiento de Bilbao cedió una zona verde en 2006. Fue en esa misma operación en la que la UPV recibió otra parcela para construir la Facultad de Medicina junto al hospital de Basurto, a cambio de entregar al Ayuntamiento la que hoy ocupa Termibus.
Sin embargo, debido a la crisis económica y los presupuestos, de todo ese plan junto a Sarriko solo se va a iniciar la construcción de un centro polivalente de I+D+I, de 3.200 metros cuadrados, en terrenos de la ikastola Intxisu, una zona que ahora está habilitada como estacionamiento. Ese edificio albergará un vivero de empresas, la escuela de emprendedores, aulas para másteres y doctorados.
El 22 de marzo de 2018 Bilbao votó el nuevo PGOU, que ampliará la Universidad del País Vasco en Bilbao y dentro de este proyecto entrará la ampliación que no se llevó a cabo por falta de financiación, convirtiendo a Bilbao en ciudad universitaria.

## Docentes

### Profesorado de la Facultad de Derecho (Guipúzcoa)
Entre el profesorado de la Facultad de Derecho de Guipúzcoa está:
- Jon Arrieta Alberdi, historiador, jurista y catedrático de Historia del Derecho, especializado en la historia de los siglos XVII XVIII y XIX, así como de las instituciones forales
- Juanjo Álvarez, profesor y catedrático de Derecho Internacional Privado, miembro de número de la Real Sociedad Bascongada, miembro de la Academia Vasca de Derecho, Premio Eusko Ikaskuntza-Laboral Kutxa 2015,[32] abogado y Consejero en el bufete de abogados Cuatrecasas[33]
- Iñaki Agirreazkuenaga, catedrático de Derecho Administrativo de la Universidad del País Vasco, abogado y magistrado del Tribunal Supremo, Premio Adolfo Posada (1990), Premio Jesús Mª de Leizaola (1992) y Premio Jurídico “Joaquín Elósegui (2003)
- Joxerramon Bengoetxea, jurista, letrado y profesor universitario, letrado del Tribunal de Justicia de las Comunidades Europeas, Viceconsejero de Trabajo y Seguridad Social del Gobierno Vasco y profesor en la Universidad de Burdeos Montesquieu-Bordeaux y en la Universidad de Oxford.
- Idoia Otaegi, jurista, política y profesora universitaria, Viceconsejera de Gabinete en la Consejería de Justicia, Empleo y Seguridad Social de 2005[34] a 2008[35] en el Gobierno del Juan José Ibarretxe (VIII Legislatura, 2005-2009)
- Fernando Tapia Alberdi, profesor de filosofía del Derecho, director de Desarrollo y Relaciones Externas del Campus de Guipúzcoa y vicerrector de Desarrollo Científico y Transferencia de la Universidad del País Vasco, Diputado Foral para las Relaciones Sociales e Institucionales de la Diputación Foral de Guipúzcoa desde 2003 a 2007, cogerente de la Agencia para el Desarrollo de la Eurociudad Vasca Bayona-San Sebastián y presidente de la Fundación Kirolgi.
- Miren Azkarate, política, catedrática de filología vasca, euskaltzain oso (académica de número) de la Real Academia de la Lengua Vasca (silla 23.ª), concejala de San Sebastián, Consejera de Cultura del Gobierno Vasco en las VII y VIII legislaturas, de 2001 a 2009, y portavoz del Gobierno desde 2004 hasta 2009, durante el mandato de Juan José Ibarretxe.
- José Manuel Castells, catedrático de Derecho Administrativo de la Universidad del País Vasco, Decano de la Facultad de Derecho, miembro de la Comisión Arbitral del País Vasco y Diputado Foral de la Diputación Foral de Guipúzcoa.
- Cándido Conde-Pumpido, jurista y juez, Magistrado del Tribunal Supremo, Fiscal general del Estado, fundador y portavoz de la asociación "Jueces para la Democracia" y  Magistrado del Tribunal Constitucional actualmente, profesor de 1981 a 1986
- Tomás Ramón Fernández, jurista y catedrático de Derecho Administrativo, Decano de la Facultad de Derecho de la Universidad de Educación a Distancia hasta 1977 y Rector de la UNED hasta 1982, miembro de la Real Academia de Jurisprudencia y Legislación, miembro de la Comisión de Expertos sobre Autonomías que se estableció en el año 1981 durante el Gobierno de Leopoldo Calvo-Sotelo, y desde 1983 Catedrático de Derecho Administrativo de la Universidad Complutense de Madrid
- Juan M. Velázquez, escritor, jurista y profesor universitario
- Juan de Dios Doval Mateo, político y jurista, miembro de Unión del Centro Democrático, asesinado por ETA el 31 de octubre de 1980 de camino a la Facultad
- Jesús Silva Sánchez, catedrático de Derecho penal y abogado penalista español, conocido por defender numerosos casos de corrupción, especialmente por llevar la defensa de la Infanta Cristina en el caso Nóos.
- Arantza Campos Rubio, filósofa, socióloga, política y profesora universitaria, cabeza de lista de la candidatura de la plataforma y partido político feminista Plazandreok! a las Juntas Generales de Guipúzcoa
- Iñaki Esparza, catedrático de Derecho Procesal de la Universidad del País Vasco y miembro de la Agencia de Protección de Datos del Gobierno Vasco
- Maggy Barrère Unzueta, catedrática y profesora de Filosofía del Derecho en la Facultad de Derecho de Guipúzcoa de la Universidad del País Vasco, directora de la Clínica Jurídica por la Justicia Social de la Facultad de Derecho.
- Juana Goizueta Vértiz, profesora navarra de derecho constitucional, decana de la Facultad de Derecho desde 2013 y directora de la Clínica Jurídica por la Justicia Social de la Facultad de Derecho.
- Miren Ortubay Fuentes, abogada, criminóloga, doctora en Derecho Penal,  y asesora jurídica del Ararteko.[36][37]
- Gurutz Jauregi, catedrático de Derecho Constitucional de la Universidad del País Vasco, decano de la Facultad de Derecho y vicerrector de la Universidad del País Vasco, Premio Eusko Ikaskuntza (2003), Premio Euskadi (2004), Premio “Ana Frank” (1995) y Premio "El Correo" (1998)
- José Luis de la Cuesta, catedrático de Derecho penal de la Universidad del País Vasco (UPV-EHU) y actual director del Instituto Vasco de Criminología
- Patxi Etxeberria, catedrático de Derecho Procesal de la Universidad del País Vasco y juez sustituto, Premio Protección de Datos Personales (1998)
- Demetrio Loperena Rota, catedrático de Derecho Administrativo, vicerrector de la Universidad del País Vasco y Decano de la Facultad de Derecho
- Pilar Garrido, jurista, política y profesora universitaria, senadora del Senado de España por Guipúzcoa por el partido político Podemos y parte de la Ejecutiva Nacional del partido Podemos.
- Larraitz Ugarte, Diputada Foral de Infraestructuras y Movilidad de la Diputación Foral de Guipúzcoa, parlamentaria del Parlamento Vasco[38]
- Iñigo Iruin, abogado y político, destacado por su labor como letrado en juicios como el caso Lasa y Zabala, el caso 'Naparra', el caso 'Zabalza', la ilegalización de Batasuna, el caso Egunkaria, el macrosumario 18/98 y el caso Bateragune, considerado una de las personas más importantes (con Rufi Etxeberria, Arnaldo Otegi y Rafael Díez Usabiaga) en el nuevo ciclo abierto en el País Vasco, en busca de una sociedad sin la violencia de ETA, autor de los estatutos del partido político Sortu, senador y miembro del Parlamento Vasco por Herri Batasuna y Euskal Herritarrok
- Eneko Compains, jurista, político y profesor universitario, exmiembro de la ilegalizada organización Ekin (aparato político de ETA),[39] colaborador, en 2014, en el libro editado por Pablo Iglesias titulado "Ganar o Morir. Lecciones políticas de Juego de Tronos", miembro activo del partido político Sortu
- Eneko Etxeberria, jurista, abogado, profesor universitario y político, alcalde de Azpeitia desde 2011 por la coalición EH Bildu, y defensor como abogado del conocido caso de Egunkaria

### Profesorado de la Facultad de Derecho (Vizcaya)
En la Facultad de Derecho de Vizcaya, aparte de docentes de la Facultad de San Sebastián como Juanjo Álvarez, Jon Arrieta Alberdi, Juan Luis Ibarra, Idoia Otaegi, Iñigo Iruin, Iñaki Lasagabaster y Arantza Campos Rubio, imparten clases los siguientes docentes:
- Carlos Sobera, actor, presentador de televisión, empresario teatral y exprofesor universitario, fue profesor de Derecho Civil en la Facultad de Derecho de Vizcaya.[40]
- Garbiñe Biurrun, jueza, magistrada del Tribunal Superior de Justicia del País Vasco (TSJPV),[41] Presidenta de la Sala de lo Social del TSJPV,[42] jurista, analista y profesora universitaria, colaboradora habitual de ETB2, ETB1, Argia, La Sexta etc., impulsora de la plataforma Gure Esku Dago,[43] propuesta para Lehendakari por el partido político PODEMOS,[44] aunque esta lo declinó,[45] y una de las expertas del Parlamento Vasco (Eusko Legebiltzarra) de la comisión de Autogobierno[46]

- Adela Asúa Batarrita, jurista y catedrática de Derecho Penal en la UPV-EHU, magistrada del Tribunal Constitucional desde el 29 de diciembre de 2010, Vicepresidenta del Tribunal Constitucional (junio de 2013), colaboradora con el Ministerio de Justicia, en la comisión de expertos para la reforma del Código Penal
- Juan Luis Ibarra, juez y magistrado, Presidente del Tribunal Superior de Justicia del País Vasco (TSJPV) desde mayo de 2010, jurista y profesor universitario, Profesor titular de Universidad de Derecho Administrativo y Ciencias de la Administración de la Universidad del País Vasco, y profesor asociado del departamento de Derecho Constitucional y Filosofía del Derecho de la misma universidad
- Xabier Arzoz, catedrático de Derecho Administrativo de la Universidad del País Vasco y letrado del Tribunal Constitucional
- Iñaki Lasagabaster, político, profesor universitario y catedrático de Derecho Administrativo en la Universidad del País Vasco, miembro de la Comisión Arbitral del País Vasco (1997-2003 y 2003-2009) y Premio Jesús Mª de Leizaola en el año 2000 con el trabajo "Derecho ambiental"
- Iñigo Urrutia Libarona, jurista, investigador y profesor universitario, especializado en Derecho Administrativo, derechos lingüísticos y derecho de minorías, derechos humanos, intervención pública en la economía, derecho ambiental y biotecnología,[47] defensor del alumnado[48] de la UPV-EHU[49][50]
- Norberto De La Mata, juez, magistrado, profesor universitario y catedrático de Derecho penal de la Universidad del País Vasco,[51] Magistrado de la Audiencia Provincial de Vizcaya y responsable de la división penal del Bufete Barrilero y Asociados.
- Sara Lallana, jueza,[52] abogada, jurista, analista y profesora universitaria, colaboradora con ETB2,[53] máxima responsable de la Secretaría de la Oxford University Society en el País Vasco,[54] asesora legal en empresas privadas tanto en España como en el Reino Unido.
- Agustín García Ureta, catedrático de Derecho Administrativo, abogado y miembro del Consejo del despacho de abogados Gómez-Acebo & Pombo.
- Eduardo Vírgala, Catedrático de Derecho Constitucional,[55] Investigador en el Congressional Research Service (Washington D. C.) del Congreso norteamericano y en el Institute of Advanced Legal Studies de la Universidad de Londres
- Ander Gutiérrez-Solana Journoud, profesor universitario y político de PODEMOS e IU-EB,[56] miembro de Sin ir más lejos en ETB2, doctor en Derecho y Relaciones Internacionales, actualmente es profesor de Derecho Internacional.
- Alberto López Basaguren, jurista, politólogo, analista y catedrático de Derecho Constitucional, miembro del Comité Europeo de Lenguas Regionales y Minoritarias y del Consejo Asesor del Euskera, miembro de la Comisión Arbitral del País Vasco, colaborador habitual con ETB1 y ETB2, asesor de Patxi López en su Lehendakaritza y experto elegido del PSOE para la reforma constitucional[57]
- Miren Gorrotxategi, jurista y profesora universitaria, fue profesora de Derecho Constitucional en la Facultad de Derecho (Vizcaya) y en la Facultad de Ciencias Políticas, hasta 2016, que fue elegida Senadora por Vizcaya[58] en el partido político PODEMOS y fue candidata de este grupo en el Senado para la Presidencia de la Cámara Alta.[59]
- Esperanza Osaba, profesora titular universitaria, doctora en Derecho Romano, miembro de la Asociación Española de Investigación de Historia de las Mujeres, la Asociación Iberoamericana de Derecho Romano, la Société Internationale "Fernand de Visscher" pour l'Histoire des Droits de l'Antiquité (SIHDA), la Société d'Histoire du Droit y la Méditerranées[60]
- Xabier Eceizabarrena, jurista, político, abogado y profesor universitario, concejal del Ayuntamiento de San Sebastián por el PNV y actualmente juntero de las Juntas Generales de Guipúzcoa
- José Manuel Martín Osante, abogado, profesor universitario y doctorado en Derecho mercantil (con la tesis sobre la responsabilidad civil del naviero por abordaje), especializado en Derecho marítimo, Derecho del transporte, Derecho de la competencia y Derecho del seguro; Director Ejecutivo de la Revista de Derecho del Transporte,[61] es profesor de Derecho mercantil.
- Lorenzo Goikoetxea, jurista, civilista y profesor universitario, Presidente de la Comisión de Vizcaya de la Real Sociedad Bascongada de los Amigos del País (Euskalerriaren Adiskideen Elkartea)[62][63]
- Iñigo Urrutia Libarona, jurista, investigador y profesor universitario, especializado en el derecho administrativo general, derechos lingüísticos y derecho de minorías, derechos humanos, intervención pública en la economía, derecho ambiental y biotecnología,[47] defensor del alumnado[48] de la UPV-EHU (ALDEZLE[49])[50]
- Jon-Mirena Landa, jurista, penalista y profesor universitario, director de la Cátedra de Derechos Humanos, colaborador con la Consejería de Paz y Convivencia del Gobierno Vasco y colaborador de ETB1 y ETB2
- Roberto Uriarte, jurista, político y profesor universitario, exsecretario general de Podemos Euskadi,[64] es profesor de Derecho Constitucional en la Facultad de Derecho de Vizcaya y en la Facultad de Ciencias Políticas.

## Alumnado notable
Entre el alumnado que ha acudido a la Facultad de Derecho de la Universidad del País Vasco está:

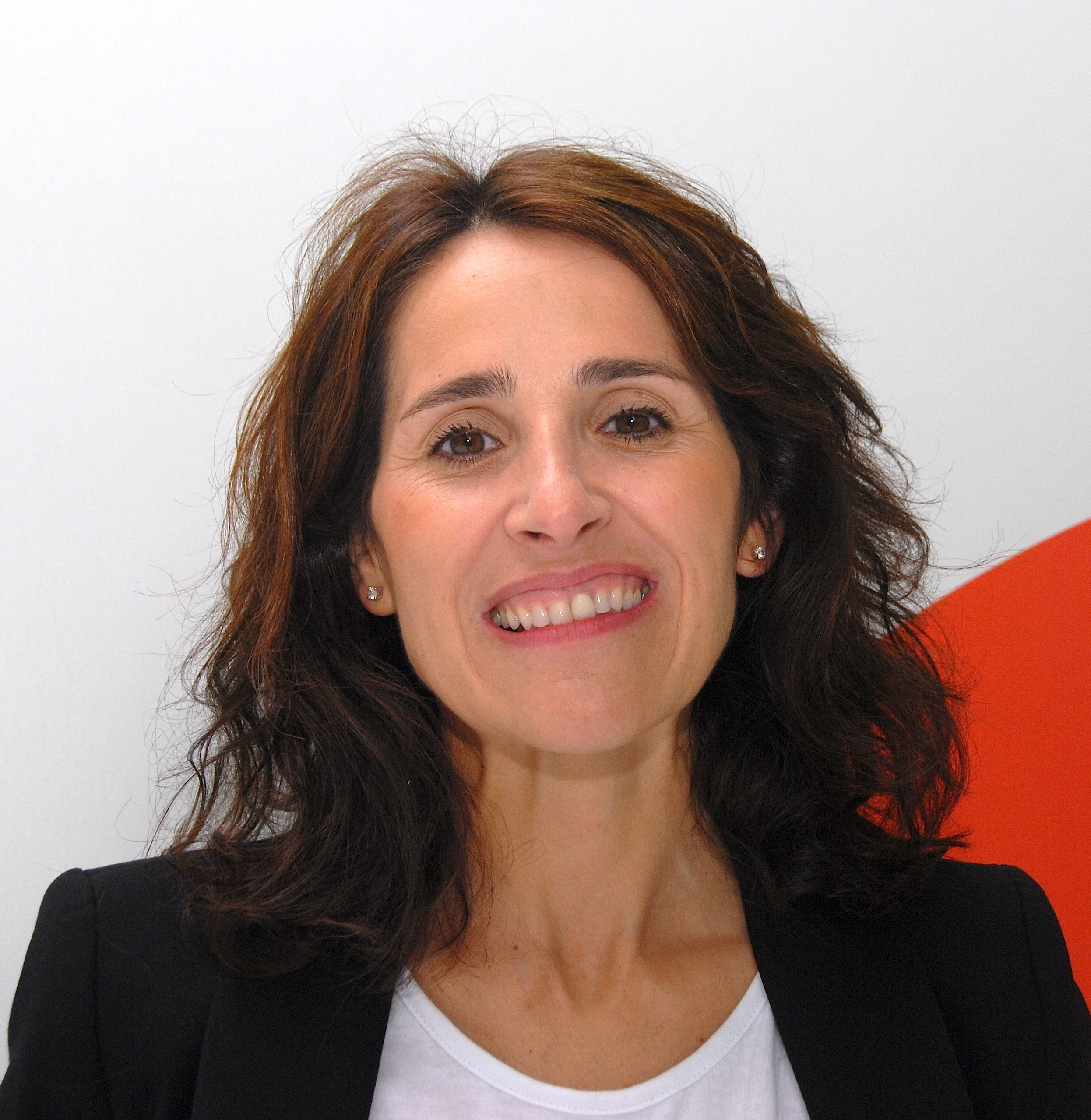
Bakartxo Tejeria Otermin, Presidenta del Parlamento Vasco

- Bakartxo Tejeria Otermin, Presidenta del Parlamento VascoBakartxo Tejeria, abogada, política, miembro de EAJ-PNV y Presidenta de la mesa del Parlamento Vasco (Eusko Legebiltzarra) en la X Legislatura (2012-2016) y en la XI Legislatura (2016-2020)[65]
- Juan José Ibarretxe, lendakari del Gobierno Vasco (2 de enero de 1999 - 7 de mayo de 2009), parlamentario del Parlamento Vasco, alcalde de Llodio, hizo sus estudios de posgrado y doctorales y su doctorado en la Facultad de Derecho de la Universidad del País Vasco

- Maddalen Iriarte, periodista, política, parlamentaria y portavoz de EH Bildu en el Parlamento Vasco (Eusko Legebiltzarra).
- Larraitz Ugarte, Diputada Foral de Infraestructuras y Movilidad de la Diputación Foral de Guipúzcoa, parlamentaria del Parlamento Vasco[38]
- Joseba Azkarraga, Consejero de Justicia, Empleo y Seguridad Social del Gobierno Vasco, Secretario general de Eusko Alkartasuna, parlamentario vasco[66]
- Idoia Otaegi, jurista y profesora universitaria, miembro de Eusko Alkartasuna y Viceconsejera de Justicia en la Consejería de Justicia, Empleo y Seguridad Social en el Gobierno del Lendakari Juan José Ibarretxe (2005-2009) siendo Consejero Joseba Azkarraga (EA)
- Unai Ziarreta, político y abogado, Presidente de Eusko Alkartasuna, concejal de Munguía, miembro del Parlamento Vasco[67]
- Garbiñe Biurrun, jueza, magistrada del Tribunal Superior de Justicia del País Vasco (TSJPV), Presidenta de la Sala de lo Social del TSJPV
- Nekane San Miguel, jueza y magistrada de la Audiencia Provincial de Vizcaya en la Sala 4.ª de lo Penal
- Juan Luis Ibarra, juez y magistrado, Presidente del Tribunal Superior de Justicia del País Vasco (TSJPV) desde mayo de 2010, jurista y profesor universitario, hizo sus estudios de posgrado y doctorales y su doctorado en la Facultad de Derecho de la Universidad del País Vasco
- Joseba Egibar, presidente del Gipuzko Buru Batzar, miembro del Euzkadi Buru Batzar y portavoz del Partido Nacionalista Vasco en el Parlamento Vasco[68]

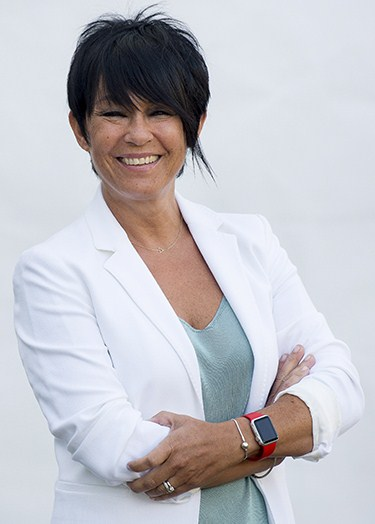
Maddalen Iriarte Okiñena, Portavoz de EH Bildu en el Parlamento Vasco

- Jon Jauregi, abogado, político, miembro del Partido Nacionalista Vasco, alcalde de Beasáin, Diputado del congreso, juntero de las Juntas Generales de Guipúzcoa, miembro de la ejecutiva del PNV y miembro del Consejo de Administración y de la Comisión Ejecutiva de la Kutxa
- Xabier Gurrutxaga, abogado y político, Secretario General de Euskadiko Ezkerra, fundador de Euskal Ezkerra y parlamentario del Parlamento vasco de 1984 a 1994
- Begoña Otalora, Directora de Servicios y Régimen Económico del Departamento de Sanidad del Gobierno Vasco y parlamentaria en el Parlamento Vasco[69][70]
- Miren Gallastegi, abogada, concejala y teniente de alcalde de Éibar, concejala de Anzuola, parlamentaria del Parlamento Vasco y Viceconsejera de Justicia del Gobierno Vasco.[71]

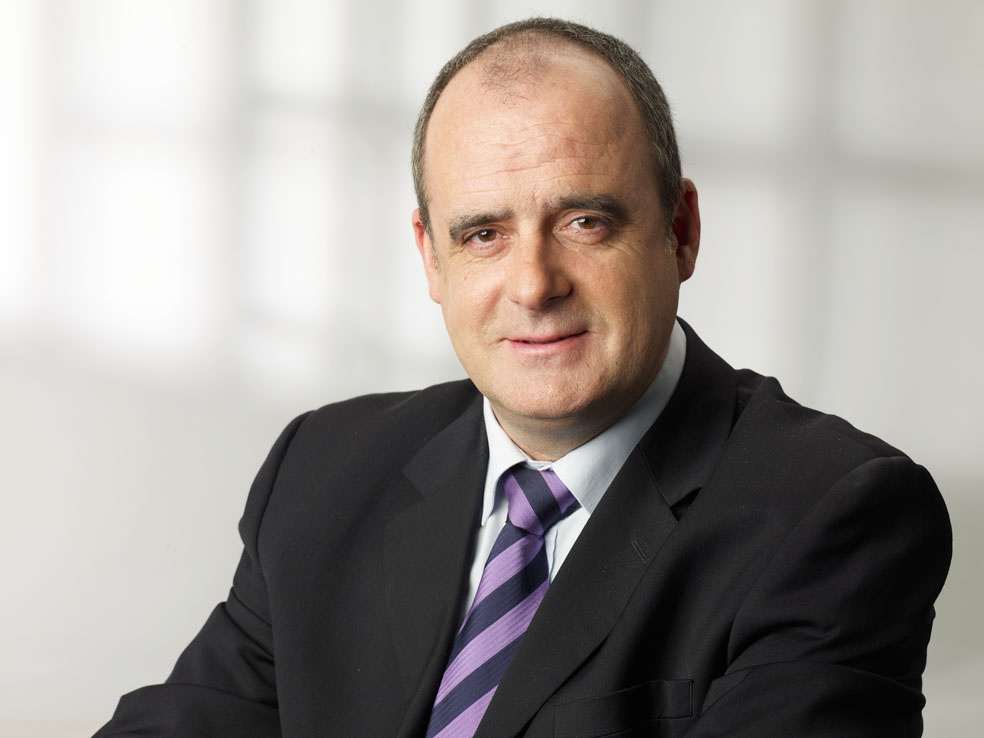
Joseba Egibar Artola, portavoz del Partido Nacionalista Vasco en el Parlamento Vasco

- Borja Sémper (Francisco de Borja Sémper Pascual), político, miembro del Partido Popular Vasco, presidente del Partido Popular de Guipúzcoa y parlamentario en el Parlamento Vasco (Eusko Legebiltzarra).[72]
- Consuelo Ordóñez, activista y abogada española, actualmente presidenta del Colectivo de Víctimas del Terrorismo (COVITE)
- Iñaki Arriola, Consejero de Medio Ambiente, Planificación Territorial y Vivienda del Gobierno Vasco (2016-2020), alcalde de Éibar (1993-2009), Consejero del Departamento de Obras Públicas, Transportes y Vivienda del Gobierno Vasco (2009-2012), Secretario general del PSE-EE de Guipúzcoa
- Rafaela Romero, abogada, concejal de Mondragón (1995-1997) y Pasajes (2003-2005), juntera de las Juntas Generales de Guipúzcoa (1995-2015), presidenta de las Juntas Generales de Guipúzcoa (2007-2011), portavoz del Grupo Juntero Socialistas Vascos (2011-2015) y parlamentaria en el Parlamento Vasco (Eusko Legebiltzarra)[73]
- Jesús Eguiguren, profesor universitario, jurista y político, presidente del PSE-EE, parlamentario y presidente del Parlamento Vasco.
- Susana Corcuera, concejala de San Sebastián, primer teniente de alcalde de San Sebastián y parlamentaria en el Parlamento Vasco[74]
- Miren Gorrotxategi, miembro de PODEMOS, Senadora por Vizcaya, miembro de la Comisión de Garantías Estatal de PODEMOS, candidata de PODEMOS para ser la Presidente del Senado de España
- Alfonso Alonso, ministro de Sanidad, Servicios Sociales e Igualdad de España del Gobierno Español, sucesor de Ana Mato, Portavoz del Grupo Popular en el Congreso de los Diputados, alcalde de Vitoria, Secretario General del PP vasco[75]
- Laura Garrido, política del Partido Popular, Vicepresidenta Primera de las Juntas Generales de Álava y actualmente parlamentaria del Parlamento Vasco y portavoz del Partido Popular Vasco.
- Ramiro González Vicente, procurador en las Juntas Generales de Álava y, desde 2015, Diputado General de Álava
- Leire Ereño, presidenta de las Juntas Generales de Guipúzcoa, directora general de Medio Ambiente de la Diputación Foral de Guipúzcoa, teniente de alcalde y concejala de Urbanismo en el Ayuntamiento de Pasajes[76]
- Julen Arzuaga Gumuzio, abogado, escritor y parlamentario en el Parlamento Vasco[77][78]
- Carmelo Barrio Baroja, abogado, secretario general del Partido Popular del País Vasco y parlamentario en el Parlamento Vasco[79][80]

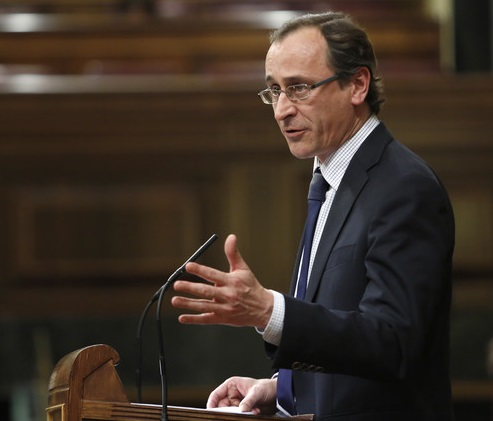
Alfonso Alonso: Ministro de Sanidad, Servicios Sociales e Igualdad del Gobierno de España, Portavoz del Grupo Popular en el Congreso de los Diputados, alcalde de Vitoria, Secretario General del PP vasco

- Arantza Quiroga, política, Presidenta del Partido Popular del País Vasco y expresidenta de la mesa del Parlamento Vasco, lo compaginó con la UNED

- Garbiñe Errekondo, concejala de Herri Batasuna en Usúrbil, juntera de HB de las JJ.GG. de Guipúzcoa, Diputada Foral del Departamento de Administración Foral y Función Pública[81]
- Daniel Maeztu, abogado y político, parlamentario del Parlamento Vasco, cabeza de lista de EH Bildu por Vizcaya en las elecciones al Parlamento Vasco de 2009 y en las elecciones municipales de Durango[82][83][84][85]
- Eneko Goia, alcalde de San Sebastián.
- Imanol Landa, alcalde de Guecho.
- Izaskun Gómez, alcaldesa de Pasajes
- Iker Urbina, abogado y político, es Diputado de las Cortes Generales de España.[86]
- Idoia Sagastizabal, diputada del PNV en el Congreso de los Diputados de España y concejala de Hacienda y Desarrollo Económico de Lequeitio
- Íñigo Barandiaran Benito, diputado del PNV en el Congreso de los Diputados[87]
- Aitor Orena, director general de la Hacienda Foral de Guipúzcoa (2007-2011) y profesor titular de Derecho Financiero y Tributario de la UPV[88]
- Maggy Barrère, catedrática de Filosofía del Derecho de la Universidad del País Vasco
- Juanjo Álvarez, profesor y catedrático de la Universidad del País Vasco, miembro de la Real Sociedad Bascongada y de la Academia Vasca de Derecho, Premio Eusko Ikaskuntza-Laboral Kutxa 2015, abogado y Consejero en el bufete de abogados Cuatrecasas